# Control Machete
Control Machete foren un grup mexicà de hip-hop, format a Monterrey, Nuevo León.

## Carrera
El grup es va formar des de 1995 per Toy Selectah ajuntant a Fermín IV i Pato Machete formant part d'aquest trio de mexicans controlant el matxet. Sota la producció de Jason Roberts, i amb influències de Cypress Hill, van gravar la seva album debut Mucho Barato; publicat en 1996, el qual va tenir una resposta immediata. L'àlbum és considerat un punt d'inflexió de l'hip hop mexicà, ja que a partir d'aquí el gènere passaria de l'underground a un nivell molt més gran de popularitat i acceptació. L'hip hop havia deixat de tenir un públic més aviat de nínxol per a passar a ser un estil de masses, comparable al del rock, i amb música nascuda al país mateix. El seu senzill Comprendes Mendes? va ser el que els va posar en el mapa i va sonar intensament durant molt de temps, sent fins avui la seva cançó més coneguda. En 1997, començaven fer tours massius tocant tots els temes del album Mucho Barato per primera vegada en paises com Estats Units, Argentina, Colòmbia, Puerto Rico, Perú, Veneçuela, l'Equador, Alemanya i Espanya que van compartir escenari en el Festimad dins del Rap Espanyol "Hip hop 'En" juntament amb Delinquent Habits i Rahzel del grup The Roots com a exponents internacionals i de grups/rapers locals com a Violadores del Verso, 7 Notas 7 Colores, Frank-T, CPV, Geronación, VKR, La Puta Opepé, Jazz Two, Namaste, Kraze Negroze i Alma Vacía.
Després de l'èxit de Mucho Barato, Control Machete va entrar de nou en els estudis, aquesta vegada per a produir un àlbum més elaborat que l'anterior; Artilleria pesada presenta.... Aquest àlbum va incloure èxits importants com Si Señor, i fins i tot va ser utilitzat com a fons per a un comercial de televisió de Levi's per al Super Bowl, la qual cosa els va donar èxit internacional i un merescut lloc en el corrent dominant de la música.

## Discografia
- Mucho Barato (1996)
- Artillería Pesada presenta (1999)
- Solo Para Fanáticos (2002)
- Uno, Dos:Bandera (2003)[2][3][4][5]